# Duponchelia fovealis
Duponchelia fovealis Zeller, 1847 è un lepidottero appartenente alla famiglia Crambidae, originario dell'area circostante il Mar Mediterraneo e le Isole Canarie, ma presente anche in alcune parti dell'Africa, dell'Europa, del Medio Oriente e del Nord America.

## Descrizione

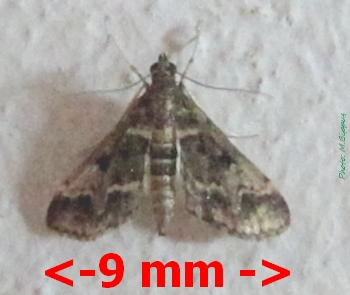

L'apertura alare degli adulti è di circa 20 mm. La falena vola da maggio a giugno, a seconda della posizione.
Le larve si nutrono di varie piante. Gli ospiti comprendono una vasta gamma di piante ornamentali prevalentemente erbacee e colture erbacee, come Anemone, Anthurium, Begonia, Ciclamino, Euphorbia, Gerbera, Kalanchoe, Limonium, Rosa, alcune piante acquatiche, mais, cetrioli, peperoni, melograno, pomodori e alcune erbe aromatiche.

## Parassita invasivo negli Stati Uniti
Il primo avvistamento di Duponchelia fovealis in Nord America è avvenuto in California, dove sono state rilevate larve vive in una spedizione di begonie in un deposito domestico nella città di Concord nella contea di Contra Costa dalla città di San Marcos nella contea di San Diego (CDFA, NAPIS, 2005). Nella primavera del 2005, questa specie è stata scoperta in tre serre nell'Ontario meridionale, in Canada. Nel luglio 2010, quattro falene maschi sono state raccolte in una trappola di feromoni nella contea di San Diego, in California. Al momento non è noto se esiste una popolazione stabilita.
Il 1º novembre 2010, l'USDA-AHIS ha annunciato che questa falena era presente in almeno 13 stati degli Stati Uniti.